# مارک یور
مارک یور (انگلیسی: Marc Yor؛ ۲۴ ژوئیهٔ ۱۹۴۹ – ۹ ژانویهٔ ۲۰۱۴) ریاضی‌دان فرانسوی بود که برای کارهایش روی فرایندهای تصادفی به ویژه ویژگی‌های نیمه‌مارتینگیل‌ها، حرکت براونی و دیگر فرایندهای لوی فرایندهای بسل و کاربردهای آنها در ریاضیات مالی شهرت داشت. او در تاریخ ۹ ژانویه ۲۰۱۴ در سن ۶۴ سالگی درگذشت.